# 白彦花西站
白彦花西站位于中华人民共和国内蒙古自治区巴彦淖尔市，是包银高速铁路上的车站。

## 车站规模
白彦花西站总建筑面积1998.14平方米，车场规模为2台4线（含正线），车站最高聚集人数200人。